# Aproximação final

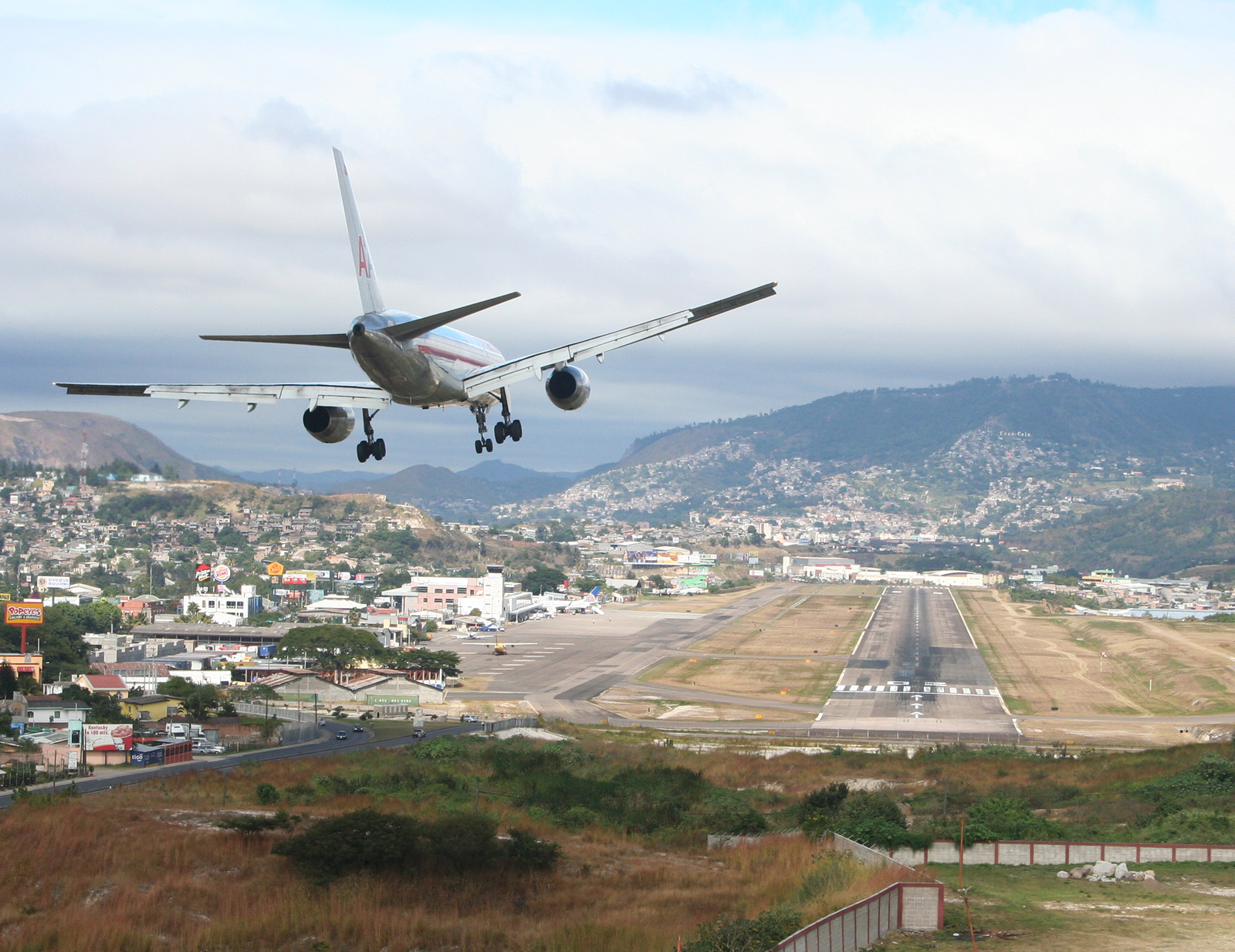
Aproximação final no Aeroporto Internacional Toncontín

Uma aproximação final (também chamada de perna final e perna de aproximação final) é a última "perna" (etapa) na aproximação de uma aeronave para o pouso, quando ela está alinhada com a pista e descendo para o pouso. Na fraseologia padrão da aviação, o termo é frequentemente reduzido para "final".
Em um circuito de tráfego padrão, que é normalmente utilizado em condições meteorológicas visuais (VMC), a aeronave gira da perna base para a final com uma distância aproximada de 2 a 3 quilômetros do aeroporto. Em aproximações por instrumentos, bem como aproximações em um aeródromo controlado sob regras de voo visual (VFR), normalmente usa-se uma aproximação direta (ou straight-in em inglês), onde todas as outras pernas são dispensadas As aproximações diretas não são recomendadas nos Estados Unidos e na maioria dos países ao redor do mundo.

## Rampa de aproximação
Uma rampa de aproximação é a trajetória que uma aeronave segue em sua aproximação final para pousar em uma pista. Ela possui este nome pelo fato de que esta trajetória é, de forma ideal, uma leve rampa de descida. A rampa mais comumente utilizada baseia-se em um ângulo de descida de 3°. Entretanto, alguns aeroportos possuem rampas mais íngremes baseado na topografia, obstáculos e outras considerações.  O Aeroporto da Cidade de Londres, por exemplo, possui uma rampa de 5,5° e apenas aeronaves que consigam manter esta rampa podem pousar neste aeroporto.

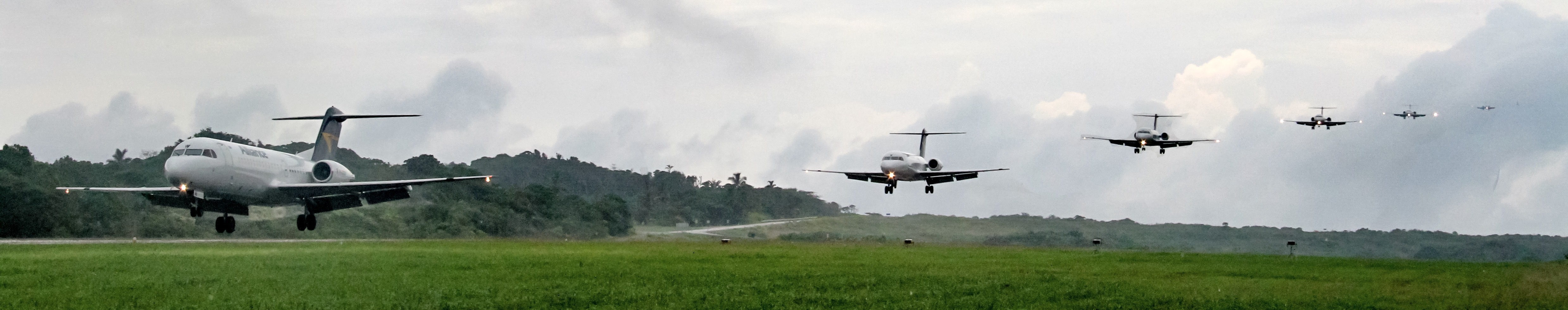
Uma montagem de um Fokker 70 em aproximação final no Aeroporto da Ilha Christmas, ilustrando a rampa de aproximação para a pista

O termo glide slope normalmente é utilizado para significar a rampa de aproximação, entretanto, o termo refere-se ao elemento vertical de um sistema de pouso por instrumentos.

## Ponto de aproximação final

Os equipamentos de glide slope e localizer (ou localizador) de um ILS guiam a aeronave ao longo de sua trajetória de aproximação final

O ponto de aproximação final em uma aproximação por instrumentos com auxílio vertical é o ponto onde a aeronave intercepta o glide slope ou glide path, sendo publicado na carta de aproximação por instrumentos.
Em alguns lugares do mundo é também chamado de fixo de aproximação final (FAF). É o ponto no espaço onde o segmento de aproximação final se inicia em uma aproximação por instrumentos; o ponto de aproximação final em um procedimento de não precisão é marcado com um símbolo similar à Cruz de Malta. Nos Estados Unidos, onde há um auxílio de navegação e não há um FAF na carta de aproximação, entende-se que o ponto de aproximação final é "onde a aeronave está estabilizada na proa do curso de aproximação final após a curva do procedimento e onde a descida da aproximação final pode ser iniciada".